# Mercedes-Benz W 19
La Mercedes-Benz W 19, appelée Type 380 S, était proposée aux côtés de la Mannheim 380 S en 1932 et 1933.
Elle avait le même châssis avec un empattement de 3 200 mm et le moteur huit cylindres en ligne à soupapes latérales. Ce moteur a une cylindrée de 3 820 cm³ et développe 85 ch (62,5 kW) à 3 200 tr/min, c'est pourquoi le véhicule était également vendu sous le nom de "15/85 PS". Contrairement à la Mannheim 380 S, cependant, la voiture avait un essieu pendulaire à ressort hélicoïdal à l'arrière et un ressort à lames transversal sur l'essieu avant. Étant donné que cette conception différait considérablement de celle du modèle W 10, la nouvelle voiture a également reçu une désignation de modèle différente, W 19.
Les véhicules, qui étaient disponibles en cabriolets A, B ou C avec des essieux rigides à ressorts à lames, atteignaient une vitesse de pointe de 120 km/h.
En 1933, la gamme de modèles a été remplacée par la Type 380.